# 通布莱讷
通布莱讷（法語：Tomblaine，法語發音：[tɔ̃blɛn]）是法国默尔特-摩泽尔省的一个市镇，位于该省中南部，属于南锡区。

## 地理
通布莱讷（48°41'8"N, 6°12'42"E）面积5.55 平方千米，位于法国大東部大區默尔特-摩泽尔省，该省份为法国东北部内陆省份，是洛林的一部分，北邻比利时、卢森堡，北起顺时针与摩泽尔省、下莱茵省、孚日省和默兹省接壤。
与通布莱讷接壤的市镇（或旧市镇、城区）包括：默尔特河畔阿尔、埃塞莱南锡、雅维尔-拉马尔格朗日、拉讷沃维尔-德旺南锡、南锡、圣马克斯、索尔叙尔莱南锡。

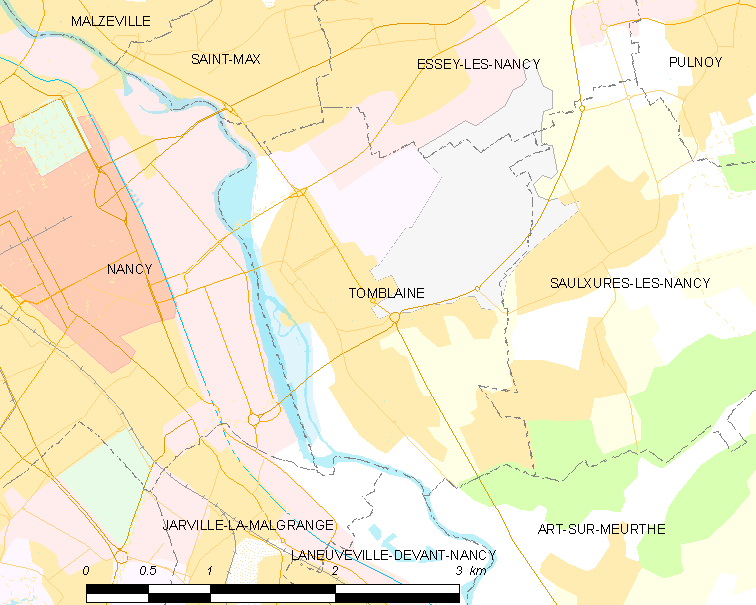
通布莱讷的OSM定位图

通布莱讷的时区为UTC+01:00、UTC+02:00（夏令时）。

## 行政
通布莱讷的邮政编码为54510，INSEE市镇编码为54526。

## 政治
通布莱讷所属的省级选区为圣马克斯县。

## 人口

1962-2008年间通布莱讷人口变化图示

通布莱讷于2022年1月1日时的人口数量为9040人。